# خوتکای قهوه‌ای
خوتکای قهوه‌ای (نام علمی: Anas chlorotis) نام یک گونه از سرده انس است.